# Testament expliqué par Ésope
Testament expliqué par Ésope est la vingtième fable du livre II de Jean de La Fontaine situé dans le premier recueil des Fables de La Fontaine, édité pour la première fois en 1668.
Si ce qu'on dit d'Ésope est vrai,

            C'était l'oracle de la Grèce,

            Lui seul avait plus de sagesse

Que tout l'Aréopage . En voici pour essai 

            Une histoire des plus gentilles,

            Et qui pourra plaire au lecteur.

            Un certain Homme avait trois Filles,

            Toutes trois de contraire humeur :

            Une buveuse, une coquette,

            La troisième avare parfaite.

            Cet Homme, par son testament,

            Selon les lois municipales,

Leur laissa tout son bien par portions égales,

            En donnant à leur Mère tant,

            Payable quand chacune d'elles

Ne posséderait plus sa contingente part.

            Le Père mort, les trois Femelles

Courent au testament sans attendre plus tard.

            On le lit ; on tâche d'entendre 

            La volonté du Testateur ;

            Mais en vain : car comment comprendre

            Qu'aussitôt que chacune Sœur

Ne possédera plus sa part héréditaire,

            Il lui faudra payer sa Mère ?

            Ce n'est pas un fort bon moyen

            Pour payer, que d'être sans bien.

            Que voulait donc dire le Père ?

L'affaire est consultée, et tous les Avocats,

            Après avoir tourné le cas

            En cent et cent mille manières,

Y jettent leur bonnet, se confessent vaincus,

            Et conseillent aux Héritières

De partager le bien sans songer au surplus.

            Quant à la somme de la Veuve,

Voici, leur dirent-ils, ce que le Conseil treuve  :

Il faut que chaque sœur se charge par traité

            Du tiers, payable à volonté ,

Si mieux n'aime la Mère en créer une rente

            Dès le décès du Mort courante.

La chose ainsi réglée, on composa trois lots :

            En l'un, les maisons de bouteille ,

            Les buffets dressés sous la treille,

La vaisselle d'argent, les cuvettes, les brocs,

            Les magasins de malvoisie,

Les esclaves de bouche, et, pour dire en deux mots,

            L'attirail de la goinfrerie ;

Dans un autre, celui de la coquetterie :

La maison de la ville et les meubles exquis,

            Les Eunuques et les Coiffeuses,

                        Et les Brodeuses,

            Les joyaux, les robes de prix.

Dans le troisième lot, les fermes, le ménage,

            Les troupeaux et le pâturage,

            Valets et bêtes de labeur.

Ces lots faits, on jugea que le sort pourrait faire

            Que peut-être pas une Sœur

            N'aurait ce qui lui pourrait plaire.

Ainsi chacune prit son inclination ;

            Le tout à l'estimation.

            Ce fut dans la ville d'Athènes

            Que cette rencontre arriva.

            Petits et grands, tout approuva

Le partage et le choix. Ésope seul trouva

            Qu'après bien du temps et des peines

            Les gens avaient pris justement

            Le contre-pied du testament.

Si le Défunt vivait, disait-il, que l'Attique

            Aurait de reproches de lui !

            Comment ! Ce peuple qui se pique

D'être le plus subtil des peuples d'aujourd'hui

A si mal entendu la volonté suprême

        D'un Testateur? Ayant ainsi parlé,

            Il fait le partage lui-même,

Et donne à chaque Sœur un lot contre son gré.

            Rien qui pût être convenable,

            Partant rien aux Sœurs d'agréable.

            A la Coquette, l'attirail

            Qui suit les personnes buveuses.

            La Biberonne eut le bétail.

            La Ménagère eut les coiffeuses.

            Tel fut l'avis du Phrygien,

            Alléguant qu'il n'était moyen

            Plus sûr pour obliger ces Filles

            À se défaire de leur bien,

Qu'elles se marieraient dans les bonnes familles,

            Quand on leur verrait de l'argent,

            Paieraient leur mère tout comptant ;

Ne posséderaient plus les effets de leur Père,

            Ce que disait le testament.

Le peuple s'étonna comme il se pouvait faire

            Qu'un homme seul eût plus de sens

            Qu'une multitude de gens.
— Jean de La Fontaine, Fables de La Fontaine, Testament expliqué par Ésope